# Ван Род, Йон
Йоханнес Йозеф (Йон) ван Род (нидерл. Johannes Joseph «Jon» van Rood; 7 апреля 1926[…], Схевенинген — 21 июля 2017, Леуварден) — нидерландский учёный-медик, иммунолог. Доктор медицины, член Королевской академии наук и искусств Нидерландов (1978) и иностранный член НАН США (1993). Лауреат премии Вольфа (1978).

## Биография
В 1944 году поступил в Лейденский университет, окончил учёбу в 1950 году. Докторскую работу «Leukocyte Grouping, A Method and Its Application» предоставил там же в 1962 году.
Организатор важного 2-го International Histocompatibility Workshop в Лейдене в 1965 году. Основатель Eurotransplant (1967).
С 1966 года до отставки с должности заведующего кафедрой в 1991 году преподаватель факультета медицины альма-матер.
Под его началом было подготовлено более 60 диссертаций (PhD).
Президент-основатель European Federation for Immunogenetics в 1985 году.
Почётный член British Society for Immunology.
Автор более 500 научных статей.
Супруга Sacha, трое детей, Yanda, Peter и Tinka, внуки.

## Награды
- Karl Landsteiner Memorial Award[англ.] (1977)
- Премия Роберта Коха (1977, совместно с Жаном Доссе и Джорджем Снеллом)
- Премия Вольфа (1978)
- InBev-Baillet Latour Health Prize[нем.] (1985)
- Ernst Jung Prize[англ.] (1989)
- Премия Хейнекена (1990)
- Rose Payne Award, American Society for Histocompatibility and Immunogenetics (1991)
- Премия Питера Медавара, Transplantation Society (1996, совместно с Джорджем Снеллом и Paul Terasaki[англ.])

Командор ордена Оранских-Нассау.
Почётный доктор восьми университетов.